# Élisabeth Vigée Le Brun
Marie Louise Élisabeth Vigée Le Brun (født 16. april 1755 i Paris, død 30. marts 1842 i Paris) var en fransk maler, der malede talrige portrætter af europæiske adelige. Hendes værker hører stilmæssigt til klassicismen.

## Barndom og ungdom
Louise-Élisabeth var datter af maleren Louis Vigée (1715–1767) og frisøren Jeanne Maissin (1728–1800) og blev født i Rue Coquilliere i Paris og døbt Marie Élisabeth-Louise Vigée i kirken St. Eustache.
Tre måneder gammel blev hun sendt på landet til Épernon i nærheden af Chartres, hvor hun blev, til hun var fem år. Tilbage i Paris blev hun i 1760 anbragt på klosterskolen Couvent de la Trinité i Rue de Charonne. Der vakte den lille Louise-Élisabeth snart opmærksomhed med sine tegninger, som hun fremstillede overalt: i skolehefter og på skolens vægge. Også hendes far var begejstret for datterens tegninger og forudsagde en fremtid for hende som professionel maler. I 1767 forlod hun kostskolen for endelig at bo hos forældrene. Her fik hun sin første egentlige tegneundervisning af faderen.
Efter faderens død den 9. maj fordybede Élisabeth sig i tegnekunsten og fik først undervisning af Gabriel Briard, medlem af Académie de peinture et de sculpture, og senere af Claude Joseph Vernet. Samme år giftede hendes mor sig med en rig guldsmed, Jacques-François Le Sèvre. Familien flyttede til Rue Saint-Honoré over for Palais Royal. Élisabeth kopierede under besøg i private samlinger billeder af gamle mestre. Det blev sagt om hende, at hun som ung var en af de smukkeste kvinder i Paris. Allerede som femtenårig kunne hun leve af sine portrætter. Hun var meget seriøs med sit arbejde og afviste jævnligt bestillinger, der kun havde til formål at opnå et møde med hende. Da hendes atelier i 1774 blev lukket pga. en manglende bevilling, henvendte hun sig hos Académie de Saint-Luc, der straks indvilligede i at udstille hendes arbejder.
Da hendes stedfar gik på pension, lejede familien sig ind i Hôtel Le Brun i Rue de Cléry, der tilhørte maleren og kunsthandleren Jean-Baptiste-Pierre Le Brun.

## Forbindelse til kongehuset
Den 11. januar 1776 giftede Élisabeth Vigée sig med Jean-Baptiste-Pierre Le Brun. Hendes forretning blomstrede, og hun malede talrige medlemmer af adelen. Endelig blev hun i 1778 indbudt til Versailles slot for at male et portræt af Marie Antoinette. Dronningen var så begejstret for resultatet, at Vigée Le Brun modtog bestilling på portrætter af den kongelige familie. Den 12. februar 1780 fødte hun sit eneste barn, Jeanne Julie Louise le Brun.
Fra maj til juni i året 1781 rejste Élisabeth sammen med sin mand gennem Flandern og Holland, hvor de flamske mestres værker inspirerede hende til nye maleteknikker. Hun malede portrætter bl.a. af Prinsen af Nassau.
Den 31. maj 1783 blev Vigée Le Brun medlem af Académie de peinture et de sculpture med et værk i genren historisk allegori. Samme dag blev også Adélaïde Labille-Guiard (1749-1803) optaget som medlem. De mandlige ansvarlige var ganske vist imod optagelsen af Vigée Le Brun, men blev tvunget til det af Ludvig den 16., der handlede på sin kones opfordring. I august udstillede hun for første gang sine værker i en af akademiets parisiske saloner. Meningerne om hendes værker var dog delte.
I sommeren 1785 udstillede hun en række malerier på Académie Royale, der i det store og hele fik en positiv modtagelse. Også senere udstillinger blev vel modtaget. I 1788 organiserede hun souper grec, der var en af de selskabelige begivenheder i Ludvig den 16's regeringsperiode.
Misundelse og intriger i forbindelse med en position som en af hoffets yndlingsmalere førte til flere og flere rygter om og angreb på hende. pressen omtalte et forhold til Finansminister, Calonne. I 1789 blev hendes omdømme for alvor ødelagt ved offentliggørelsen af et frit opfundet brev fra hende til ministeren. Élisabeth Vigée Le Brun søgte tilflugt hos familien til arkitekten Brongniart.

## I eksil
Efter den franske revolution flygtede Vigée Le Brun sammen med sin datter og hendes gouvernante natten til den 6. oktober 1789 til Italien. Det var hendes plan at vende tilbage til Frankrig, så snart almindelig ro og orden igen var genoprettet. På vejen gjorde de holdt i Lyon, Torino, Parma (hvor hun den 3. november blev medlem af akademiet) og Firenze. De ankom til Rom i slutningen af november.
I Rom holdt Vigée Le Brun sig fortsat til de aristokratiske kredse. Hendes værker vakte så megen beundring, at hun i begyndelsen af april 1790 blev optaget i Accademia di San Luca. Hun foretog under eksilet i Rom tre rejser til Napoli.
Den 14. april 1792 forlod hun Rom for at rejse hjem til Paris, og denne gang med ophold i Spoleto, Foligno, Firenze, Siena, Parma, Mantua, Venedig, Verona og Torino. Undervejs fandt hun ud af, at hendes navn var blevet opført på listen over udvandrere, hvilket betød, at hun havde tabt sine franske borgerrettigheder, og at hendes besiddelser var blevet beslaglagt. Hendes mands forsøg på at få hende fjernet fra listen var forgæves. Da hun fornemmede, at situationen ville være for usikker for hende som royalist i Frankrig, besluttede hun sig for at blive i Italien.
I Milano overbeviste hun den østrigske gesandt om, at hun ville blive en efterspurgt portrætmaler i Wien. Ankommet dertil lejede hun en bolig i udkanten af byen. Samtidigt offentliggjorde Jean-Baptiste-Pierre hjemme i Paris stridsskriftet Précis historique de la vie de la Citoyenne Le Brun til forsvar for sin hustru. Hans forsøg blev dog ignoreret, og i november blev han kortvarigt fængslet. En måned efter blev også Élisabeths bror, dramatikeren Etienne Vigée (1758-1820), fængslet, og han tilbragte et halvt år i fangenskab. Jean-Baptiste-Pierre indgav skilsmissebegæring for at beskytte sin ejendom.
Den 19. april 1795 rejste Élisabeth Vigée til Sankt Petersborg, hvortil hun ankom i slutningen af juni og lejede en bolig i nærheden af Vinterpaladset. Der viste hendes bekendtskab med aristokratiske kredse sig nyttig. Hun blev anbefalet til zarfamilien, og det førte til, at hun formåede at samle sig en betragtelig formue i løbet af de seks år, hun opholdt sig i Rusland. Hun malede adskillige portrætter af Katharina 2. og blev optaget i akademiet for bildende kunst.
Under et møde i Direktoriet den 26. juli 1799 blev en ansøgning til fordel for Élisabeth Vigée Le Brun afleveret. Den var underskrevet af 255 kunstnere, forfattere og videnskabsfolk. Året efter døde hendes mor, og kort efter, den 5. juni 1800, blev hendes navn endelig slettet fra emigrantlisten. Dermed var vejen banet, for at hun kunne vende hjem til Frankrig. Samme år giftede datteren, Julie Le Brun, sig imod sin mors vilje med Gaetan Bernard Nigris, der var leder af det kejserlige teater i Skt. Petersborg. Efter et kort ophold i Moskva rejste Vigée endelig tilbage til Paris. På hjemturen opholdt hun sig seks måneder i Berlin, hvor hun kom i kontakt med Hohenzollern-familien.

## Efter hjemkomsten
Efter 12 år i eksil ankom Élisabeth Vigée Le Brun til Paris den 18. januar 1802, og hun flyttede igen ind på Hôtel Le Brun. Senere lejede hun et landsted i Meudon, hvor hun fuldendte nogle billeder, der var påbegyndt i Rusland og Tyskland.
Eftersom hun var kendt og elsket som portrætmaler i hele Europa, besøgte hun efter freden i Amiens i 1802 London og malede mange portrætter af britiske personligheder som Lord Byron. I juli 1805 vendte hun over Holland og Belgien tilbage til Hôtel Le Brun i Paris.
I 1807 modtog hun sin første og eneste bestilling fra det kejserlige hof: et portræt af Napoléon Bonapartes søster Caroline Murat. I de følgende år rejste hun to gange til Schweiz, hvor hun blev udnævnt til æresmedlem af Société pour l'Avancement des Beaux-Arts.
I december 1809 købte hun et stort hus i landlige omgivelser i Louveciennes, ca. 20 km vest for Paris. I den følgende tid opholdt hun sig såvel der som i Paris, indtil hendes landsted i 1814 blev besat af den preussiske armé under krigen. Den 7. august 1813 døde hendes mand.
Den 8. december 1819 døde datteren, Julie Nigris, uden at efterlade sig arvinger, og et år efter døde også broderen Etienne Vigée. Etiennes datter, Caroline Rivière, var dermed enearving efter Élisabeth. Den 30. juni 1827 blev Élisabeth Vigée Le Brun udnævnt til medlem af Académie de Vaucluse.
I 1835 offentliggjorde hun med hjælp fra niecen, Caroline, og Eugénie Le Franc det første bind af sine erindringer, der giver et interessant indblik i uddannelsen af kunstnere ved slutningen af tiden for de kongelige akademiers monopol. I 1837 fulgte andet og tredje bind af hendes Souvenirs.
I 1841 fik Élisabeth Vigée Le Brun et slagtilfælde, der medførte en varig lammelse. Hun døde formodentlig af arteriosklerose i sin bolig på Hôtel Le Coq i Rue Saint-Lazare i en alder af 86 år. Hun er begravet på kirkegården i Louveciennes. På hendes gravsten står: "Ici, enfin, je repose…" (Her, endelig, hviler jeg…).

## Værker
Der er bevaret 660 portrætter og 200 landskabsbilleder af Élisabeth Vigée-Le Brun dels i private samlinger, dels på flere store europæiske og amerikanske Museer.
- Etienne Vigée, 1773
- Marie Antoinette, 1783
- Finansminister Charles Alexandre de Calonne, 1784
- Operasangeren Giuseppina Grassini, 1804
- Baronesse du Crussol, 1785